# Papirasta apnenka
Papirasta apnenka (znanstveno ime Trichaptum biforme) je gliva iz rodu apnenk (Trichaptum). Leta 2023 so jo premestili v rod Pallidohirschioporus, ker so s pomočjo filogenetske analize ugotovili, da tvori sestrski klad z rodom Hirschioporus in se loči od ostalih gliv iz rodu Trichaptum po klobukastih trosnjakih, edinstveni trosovnici in nagnjenosti k uspevanju na kritosemenkah.

## Značilnosti
Klobuk je bolj ali manj polkrožen, nepravilne ledvičaste oblike in ima do 6 cm v premeru in je debel do 3 mm. Na podlago je pritrjen neposredno brez beta. Površina je drobno dlakava, z belkastimi do sivkasto belimi predeli. Rob je mestoma vijolično obarvan. Gobe se običajno pojavljajo v velikih in gostih grozdih.
Trosovnica je cevasta. Pore so vijoličaste do lila barve, najbolj intenzivno obarvane na robu, s starostjo bledijo do rumenkasto rjave ali rjavkaste. Ko dozorijo, se razvijejo v zobce ali bodice. Ob dotiku ne pomodrijo. Gostota por je od 3 do 5 na mm.
Meso belkasto, trdo in usnjato.

## Razširjenost in življenjski prostor
Svetovljanska vrsta, ki se pojavlja na vseh celinah razen na Antarktiki. Je gniloživka, ki razgrajuje les kritosemenk. Pojavlja se v listnatih in mešanih gozdovih ter v parkih, na odmrlem lesu listavcev, ki leži na tleh. Poročali so, da se pojavlja na približno 65 vrstah dreves.

## Mikroskopske značilnosti
Trosni odtis je bele barve. Trosi so valjaste do rahlo klobasaste oblike, prosojni, neamiloidni in merijo 6–8 x 2–2,5 μm. Hifni sistem je dimitičen, cistide so številne, vretenasto oblikovane in imajo obložene vrhove.

## Podobne vrste
- pepelasti zvitoluknjičar (Cerrena unicolor)
- jelkova apnenka (Trichaptum abietinum)
- škrlatni skladovec (Chondrostereum purpureum)
- pisana ploskocevka (Trametes versicolor)
- rjavovijolična apnenka (Trichaptum fuscoviolaceum)

## Uporabnost
Neužitna.